# Désoxyadénosine triphosphate
La désoxyadénosine triphosphate (dATP) est un désoxyribonucléotide précurseur de l'ADN constitué de résidus d'adénine et de 2-désoxyribose lié à un groupe triphosphate. Son ribonucléotide correspondant est l'adénosine triphosphate.